# Keramik der Philister
Die Keramik der Philister gehört zu den charakteristischsten Merkmalen ihrer materiellen Kultur. Sie spielt auch in der Archäologie des historischen Palästina eine wichtige Rolle, da sie hilfreich für die Datierung archäologischer Stätten ist und für ihre Zuordnung zu den unterschiedlichen Volksgruppen Palästinas. Die philistäische Keramik lässt sich grob untergliedern in Gebrauchskeramik und kultische Keramik.

## Gebrauchskeramik

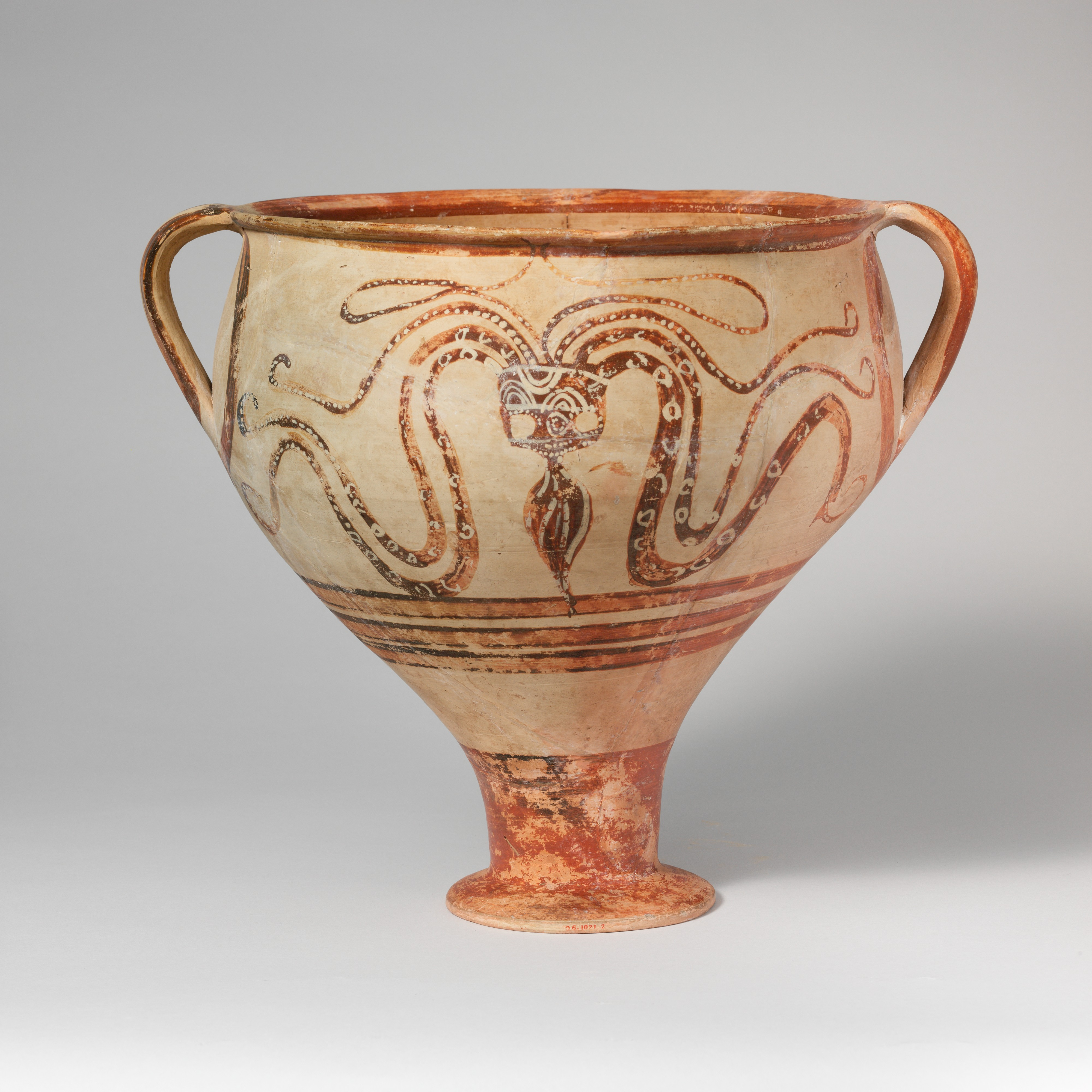
mykenisch IIIB
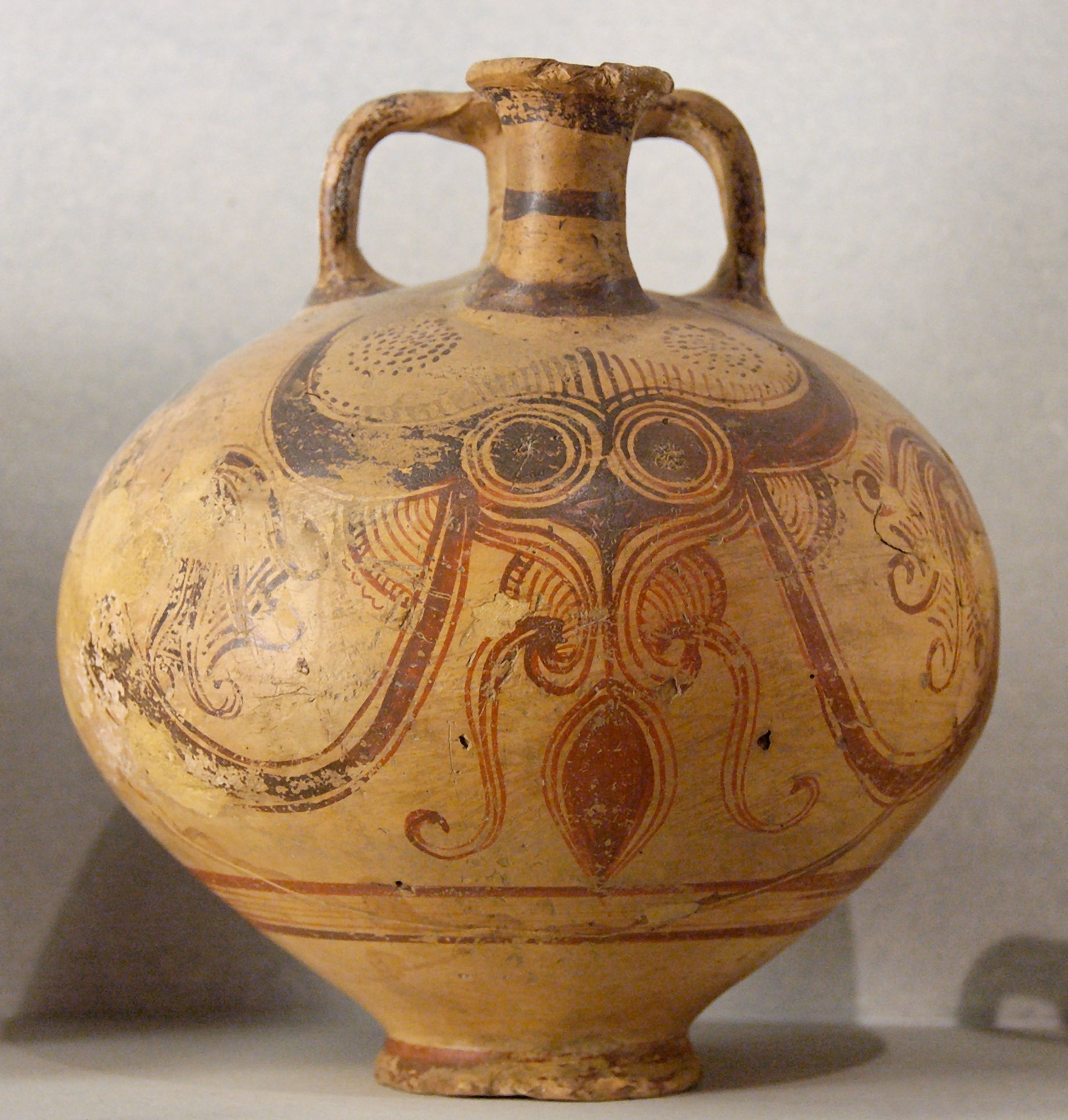
mykenisch IIIC
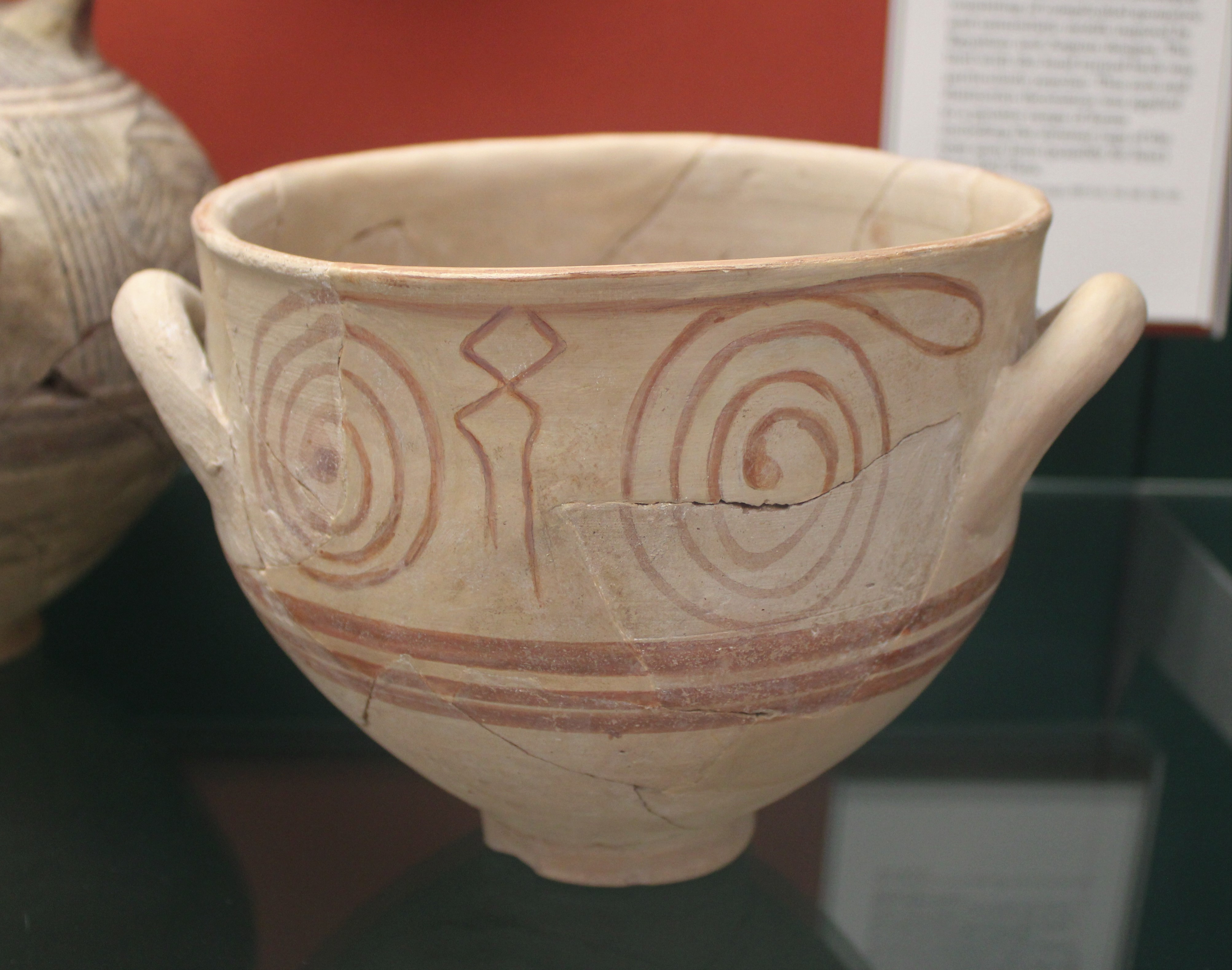
monochrom
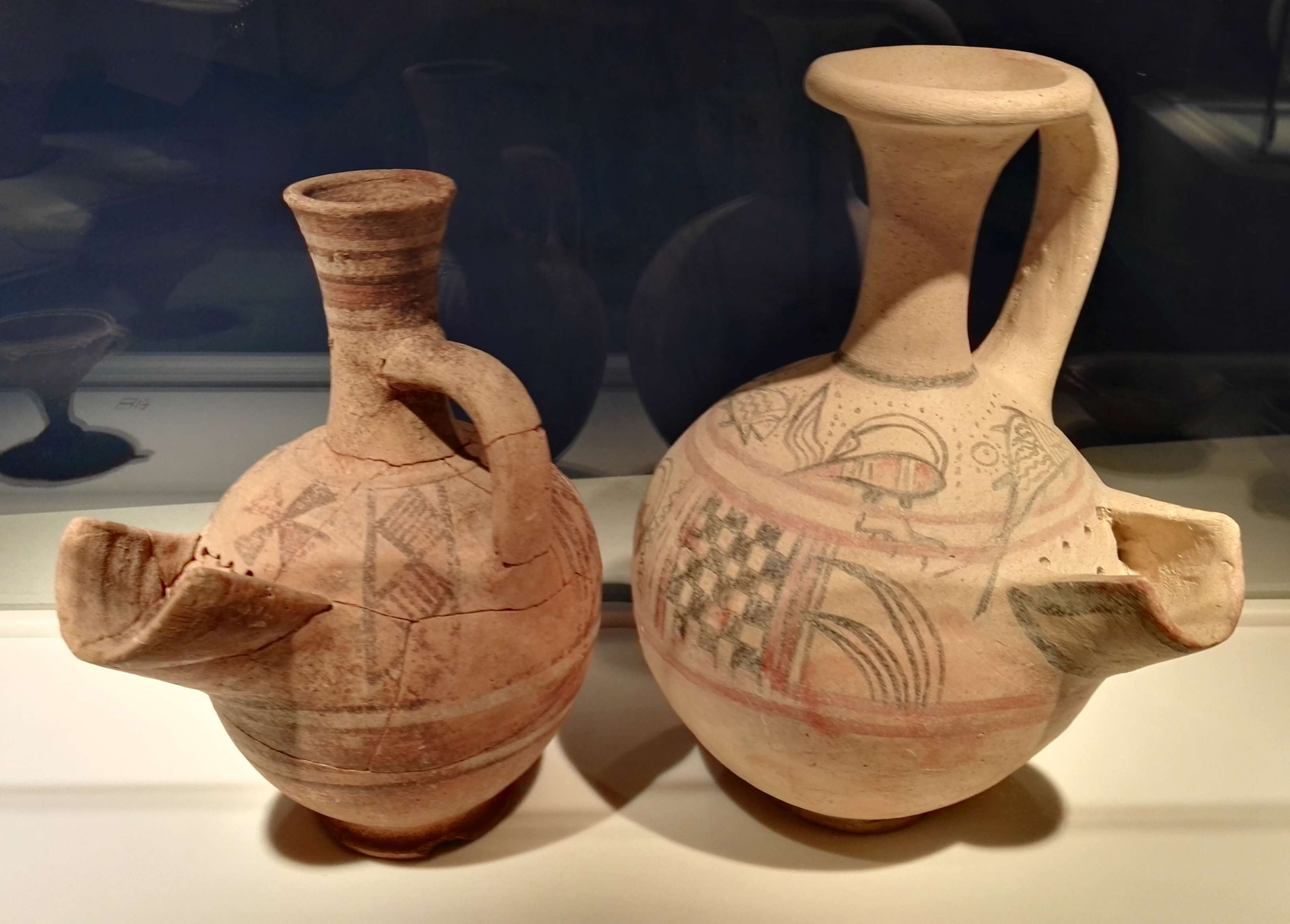
bichrom
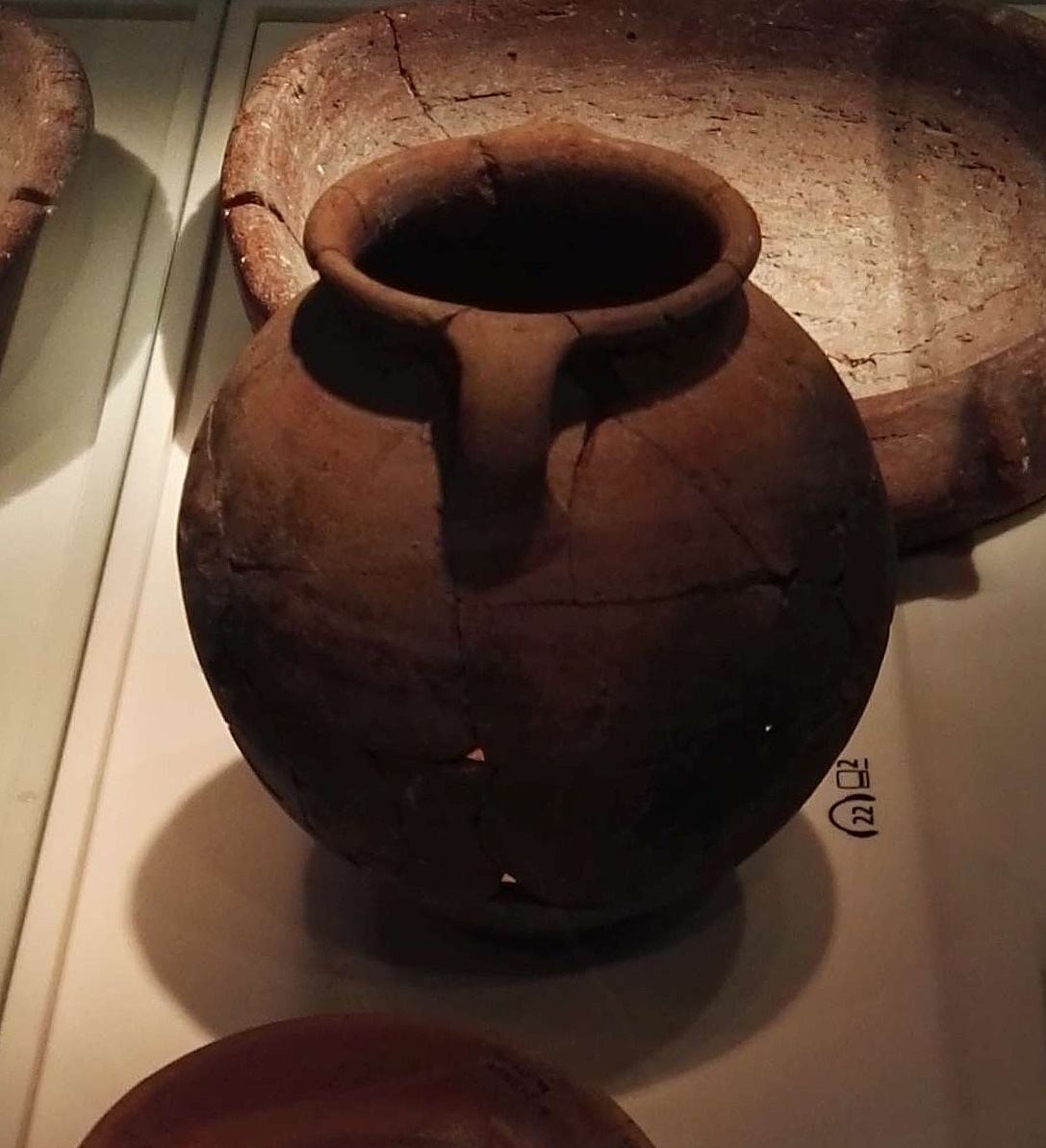
Koch-Krug

Die Keramik der Philister ist sowohl in Form als auch in Verzierung zunächst nah verwandt nicht mit der angestammten Keramik des alten Palästina, sondern mit der mykenischen Keramik. Funde aus der Spätbronzezeit (bis 13. Jhd.) wurden vor allem vom griechischen Peloponnes importiert; ab dem 12. Jhd. wurden sie aber zunehmend auch in Palästina selbst hergestellt. Als am nächsten verwandter Vorläufer gilt die „späthelladische Keramik IIIB“. Die früheste philistäische, bereits überwiegend in der Levante produzierte Keramik, die man wegen der einfarbigen Verzierung „monochrome“ Keramik (oder „philistäisch 1“) nennt, ist eine regionale Variante der späthelladischen Keramik IIIC. Aus dieser entwickelt sich die „bichrome“ oder „polychrome Keramik“ (auch: „philistäisch 2“), die sowohl mit Rot als auch mit Schwarz bemalt ist und Einflüsse sowohl von Kanaanäern als auch von Ägyptern aufnahm. Noch später folgt darauf die sog. „Aschdod-Ware“ (auch „LPDW“ für „Late Philistine Decorated Ware“, oder: „philistäisch 3“), die man am leichtesten am typischen waagerechten schwarzen oder schwarz-weißen Band erkennt und die besonders von der zypro-phönizischen Keramik beeinflusst ist.
Eine übliche Datierung ist:
| monochrom | bichrom                | Aschdod-Ware    |
| --------- | ---------------------- | --------------- |
| 12. Jhd.  | Mitte 12. bis 10. Jhd. | 10. bis 8. Jhd. |

Monochrome und bichrome Keramik ist d. Ö. figural gestaltet. Die häufigsten Motive sind Vögel und Fische sowie – aus dem ägyptischen Kulturkreis übernommen – die Lotosblume, daneben abstrakte Spiralen und ein Fischschuppen-Muster. Darin unterscheidet sie sich von der früheren späthelladischen Keramik im mykenischen Kulturkreis, bei der Vögel und Fische nur zwei von vielen figürlichen Motiven sind, und von der zeitgleich produzierten mykenischen Keramik, bei der ab dem 12. Jhd. der Oktopus alle anderen Motive verdrängt. In der Formgebung ist philistäische Keramik also am engsten in der früheren Zeit mit der mykenischen verwandt, motivisch hat sie sich schon mit dem Aufkommen in der Levante von dieser gelöst. 
Im Laufe der Zeit nähert sie sich in Palästina in der Form immer mehr der kanaanäisch-israelitischen Keramik an, zunehmend löst auch rötlicher Schlicker den klassischen hellen Farbton ab, und nach dem Aufkommen der bichromen Keramik lässt die figurale Gestaltung zugunsten simplerer Verzierungen nach. Ab dem frühen 7. Jhd. lässt sich in der ästhetischen Gestaltung kein großer Unterschied mehr zwischen diesen beiden Keramik-Gruppen feststellen; nun lässt sich philistäische Keramik nur noch an einigen charakteristischen Formen erkennen.
Am häufigsten produziert wurde Tafelgeschirr, das für Trinkgelage verwendet wurde. Oben abgebildet sind beispielsweise ein Krater zum Mixen von Wein und ein Bierkrug. Damit zeugt die philistäische Keramik wahrscheinlich nicht nur von einer unterschiedlichen materiellen Kultur, sondern auch von anderen kulturellen Gebräuchen als im kanaanäischen Umland, bei denen Trinkgelage eine wichtigere Rolle spielten als dort. Ab der bichromen Phase erscheinen kleinere Mengen an philistäischer Keramik aber auch in klar kanaanäischen Orten, woraus besonders Avraham Faust geschlossen hat, dass „kanaanäische Eliten“ die philistäischen Trinkgelage übernommen hätten. Für die Zuordnung von Ausgrabungsstätten zu den Philistern ist daher ab dem 11. Jhd. philistäisches Tafelgeschirr nur eingeschränkt aussagekräftig; ein stärkeres Indiz ist stattdessen philistäisches Kochgeschirr wie der oben abgebildete Koch-Krug, der von den Philistern anstelle des kanaanäischen Kochtopfes verwendet wurde und auch von einer anderen Esskultur zeugt.

## Kultische Keramik

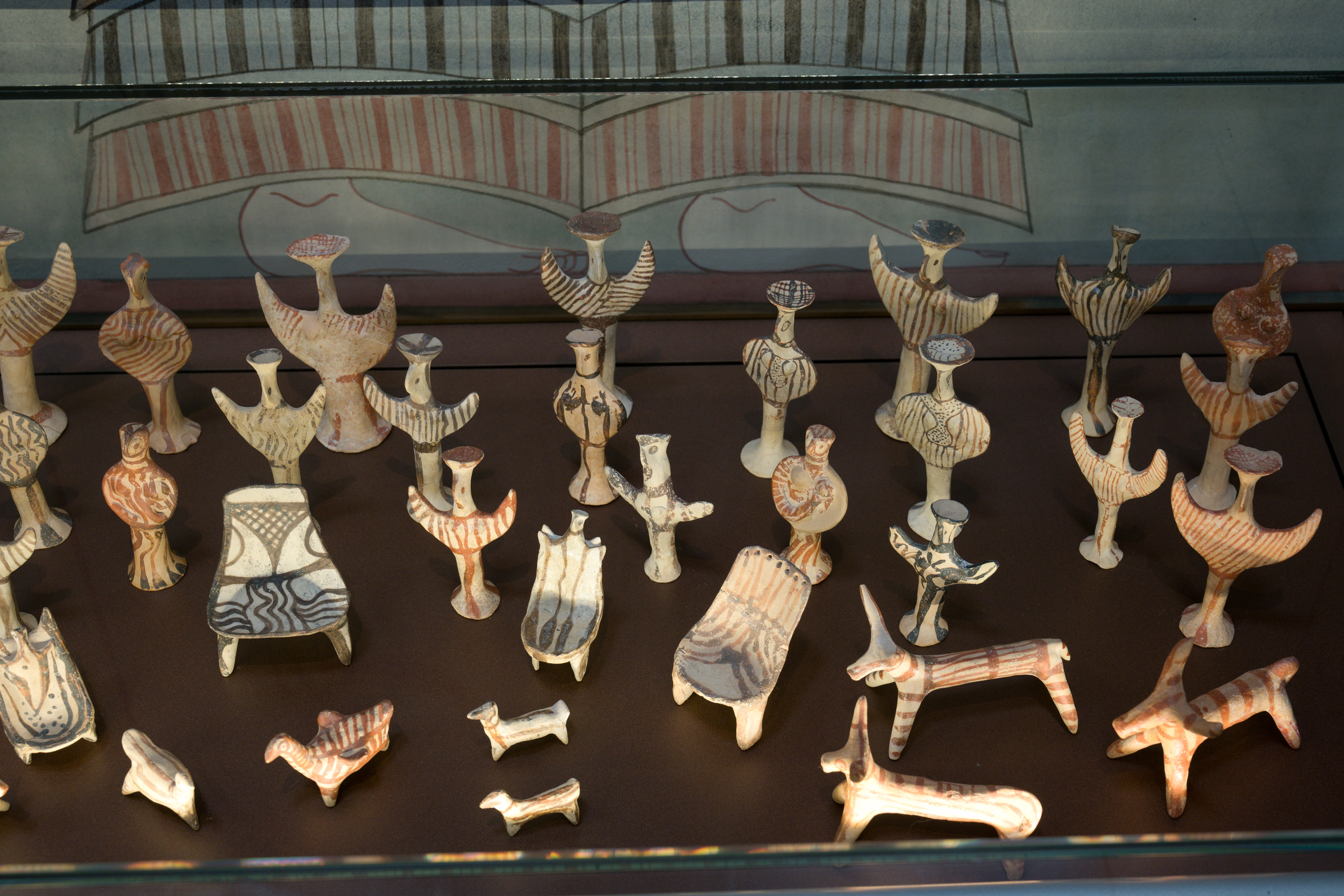
Figürchen
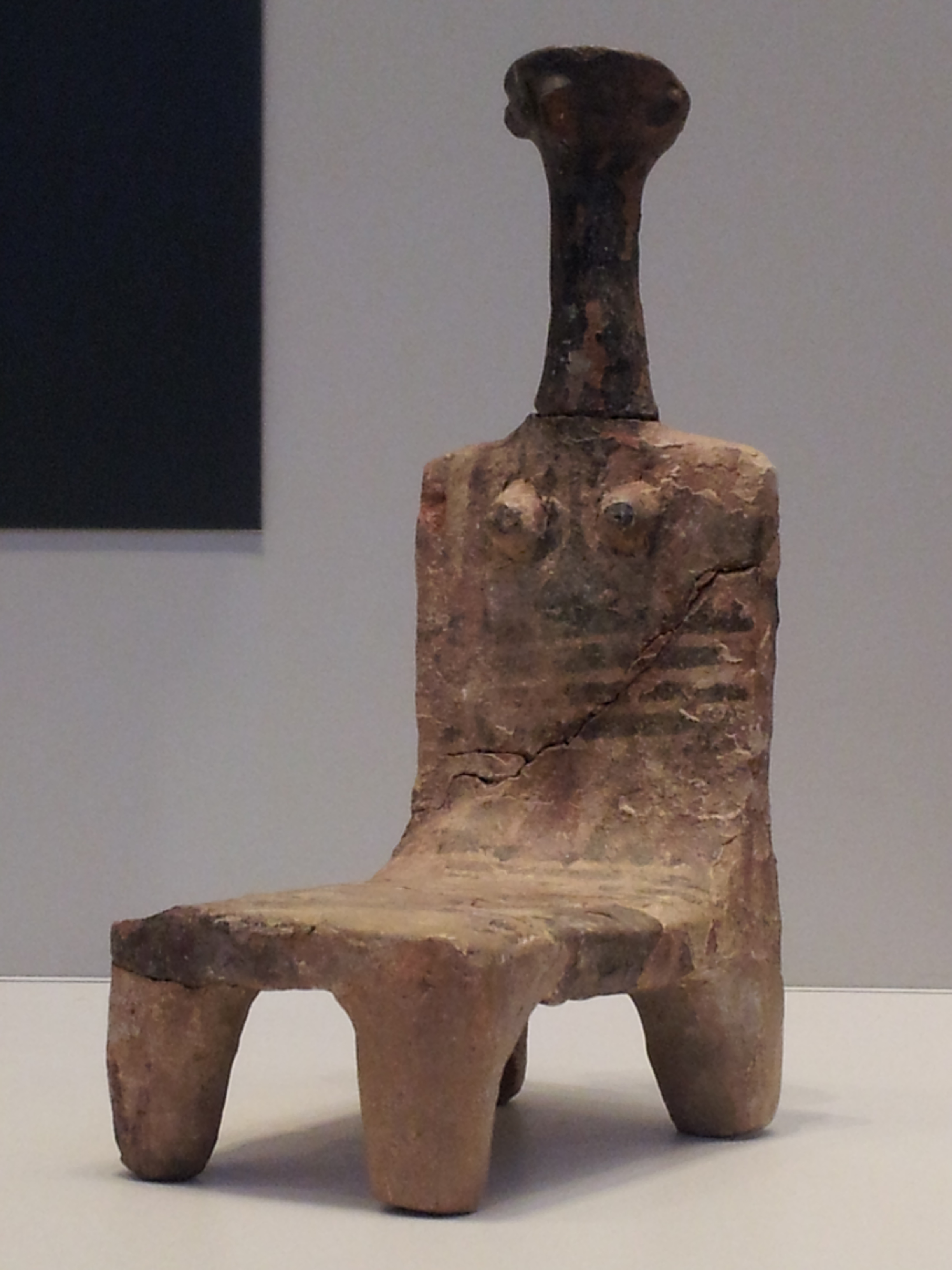
Aschdoda
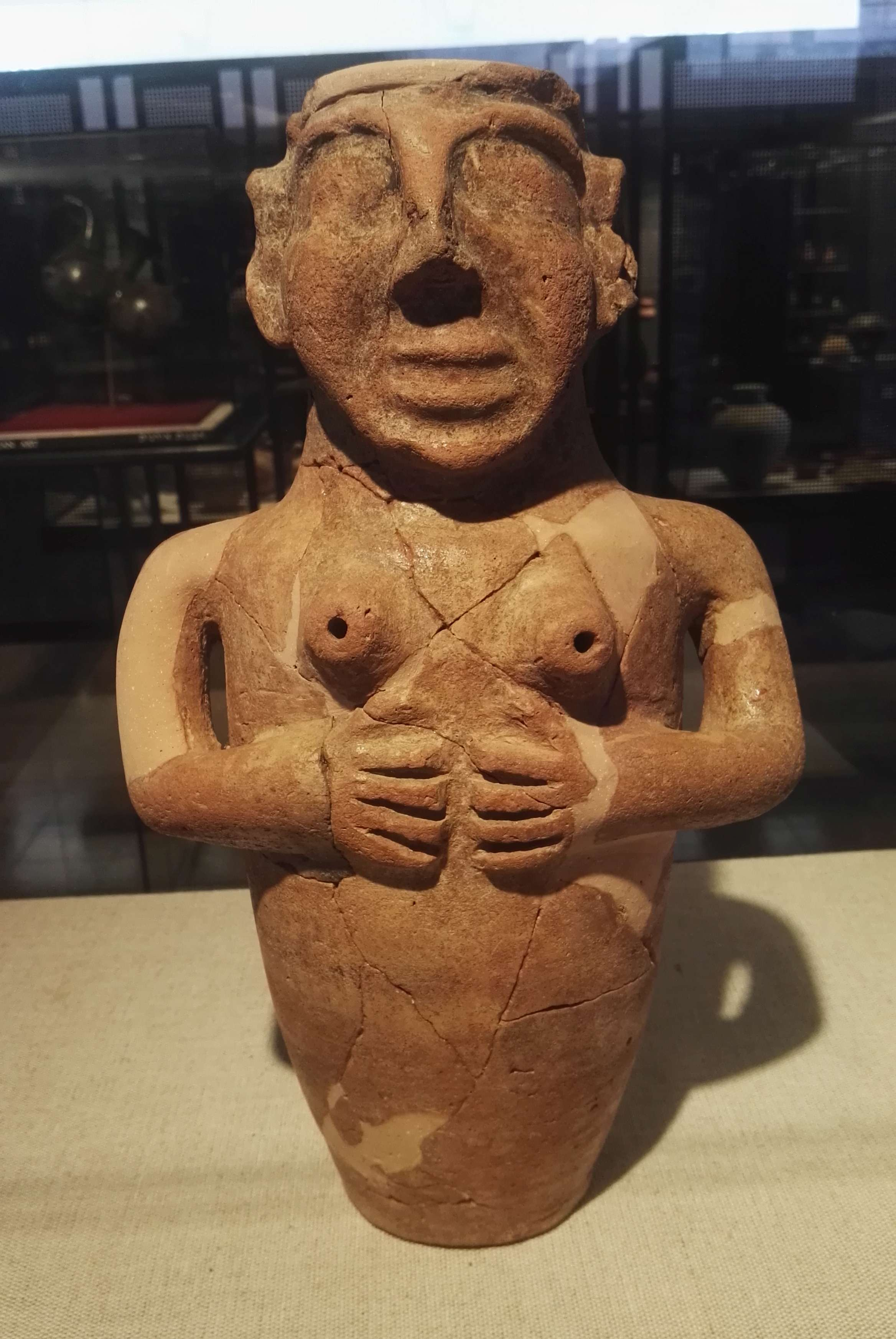
anthropo-morphes Gefäß
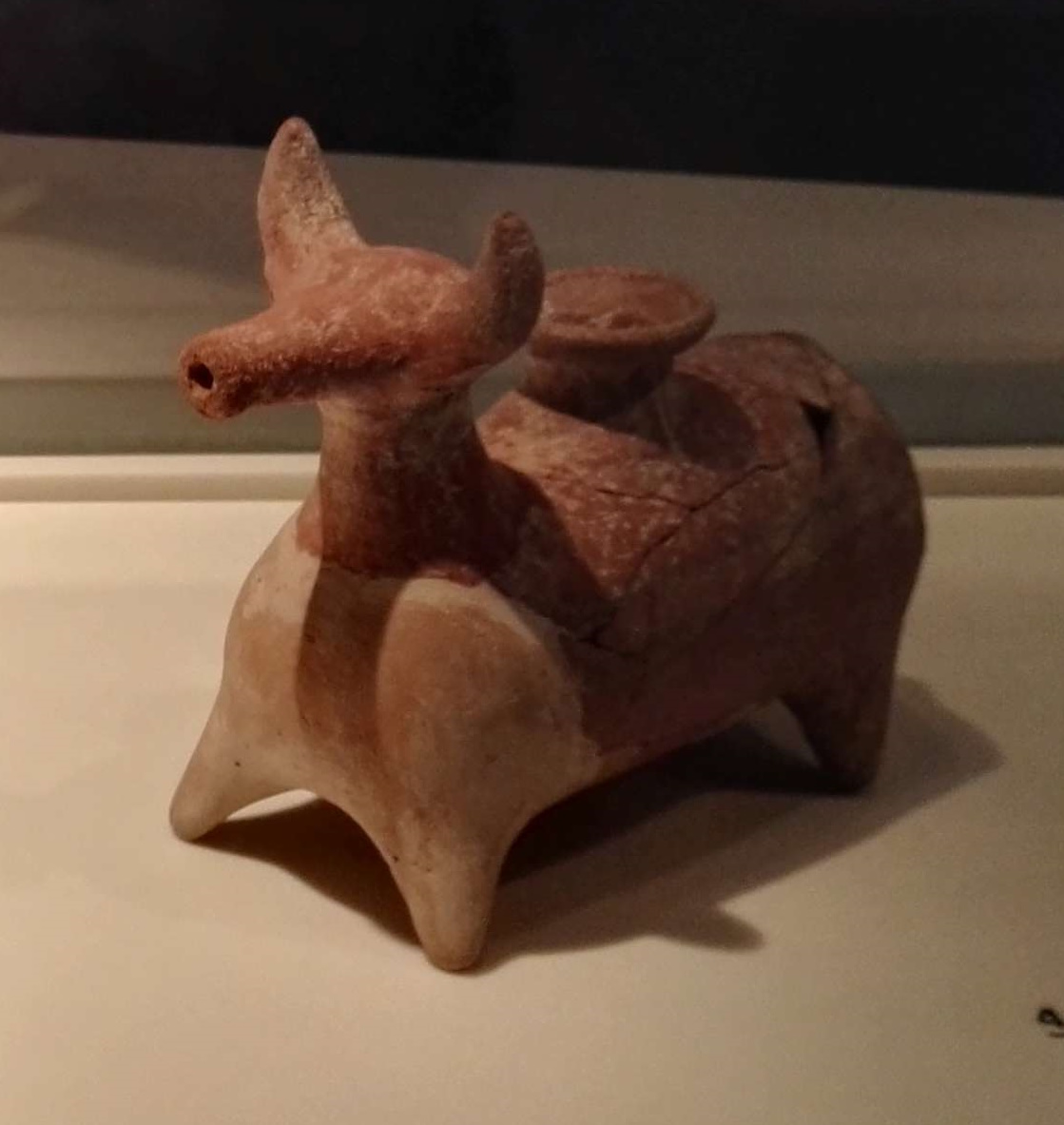
zoomorphes Gefäß
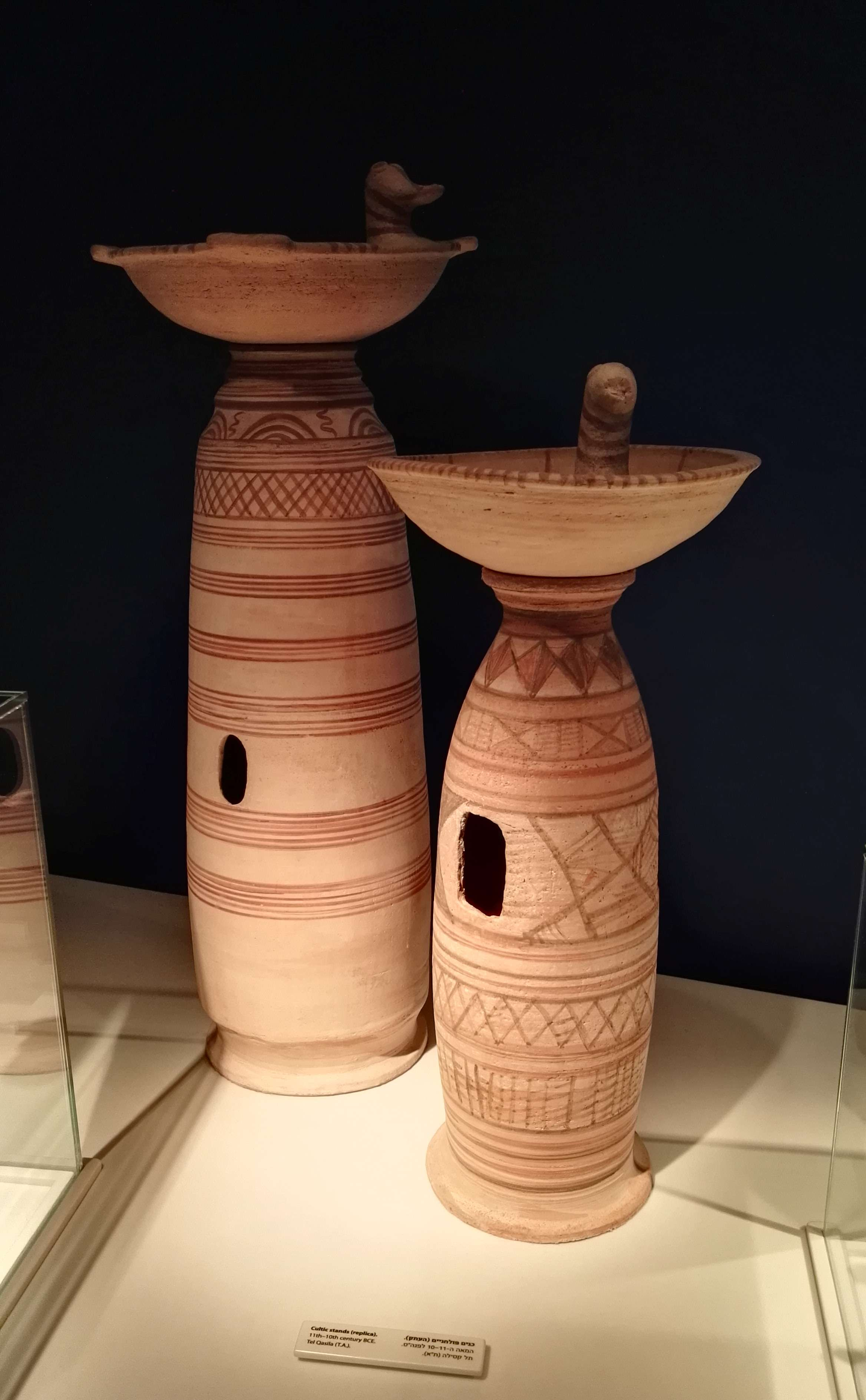
Kultständer, Tell Qasile
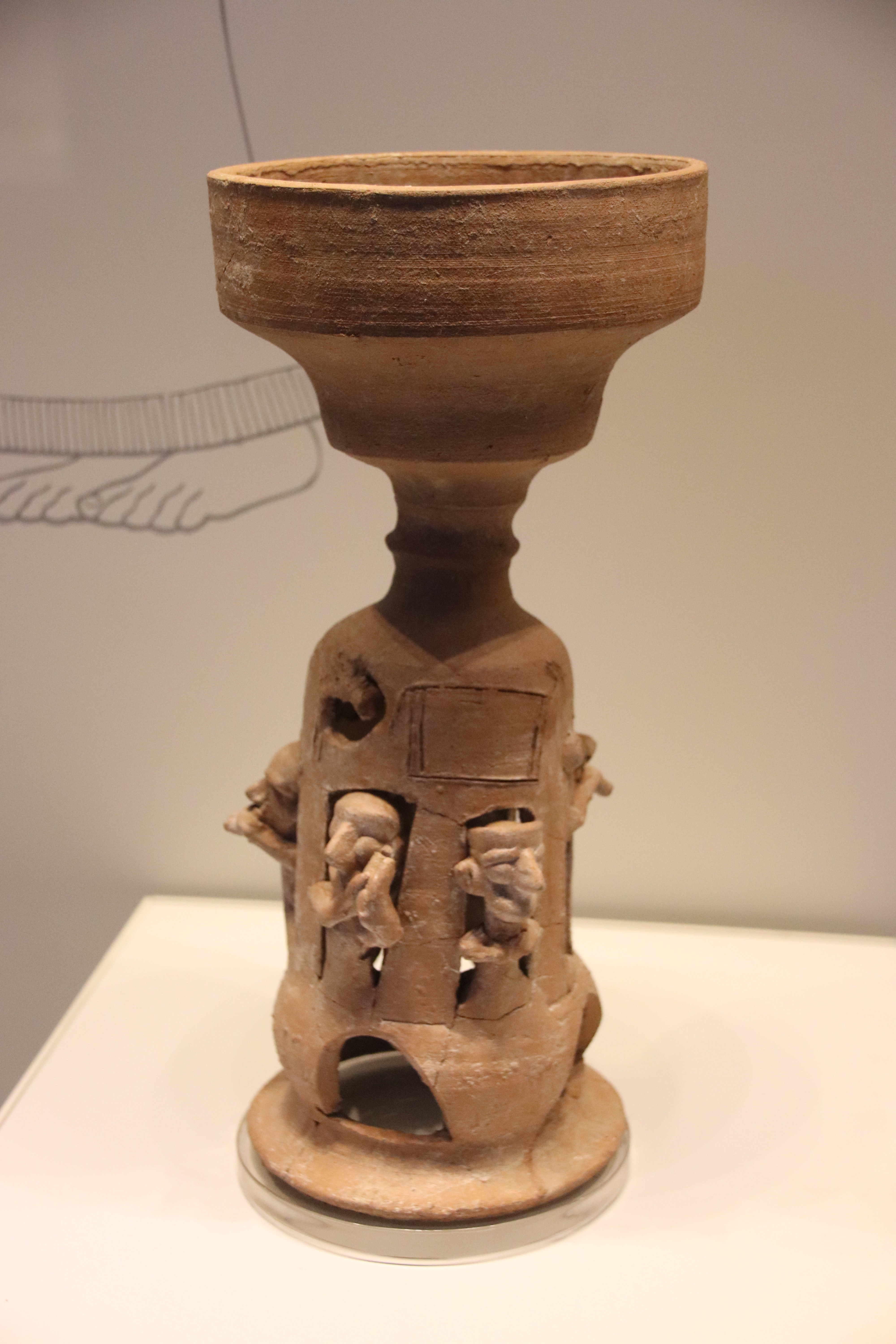
Kultständer, Aschdod
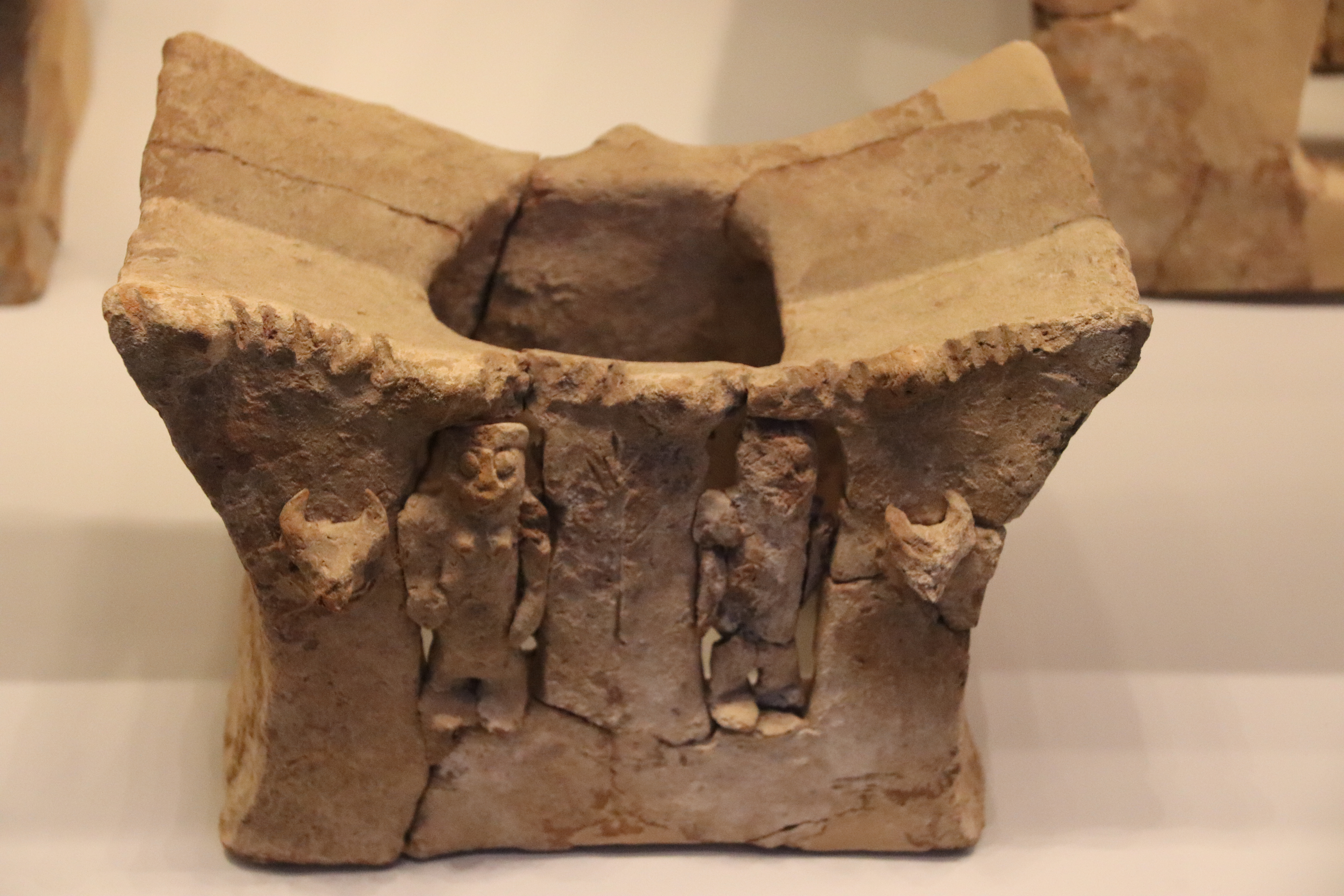
Schreinmodell
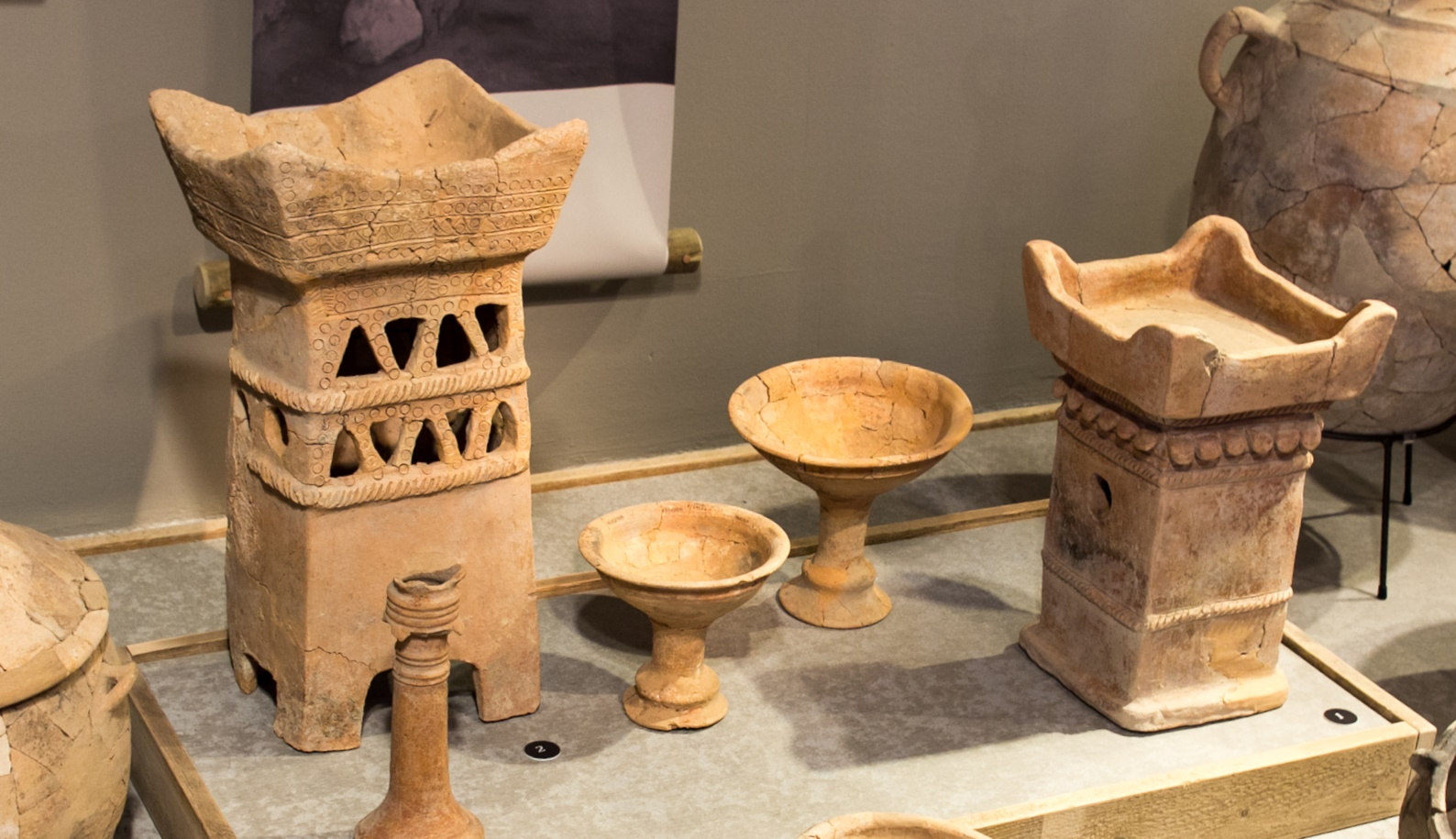
Lehmaltar (Rehov)
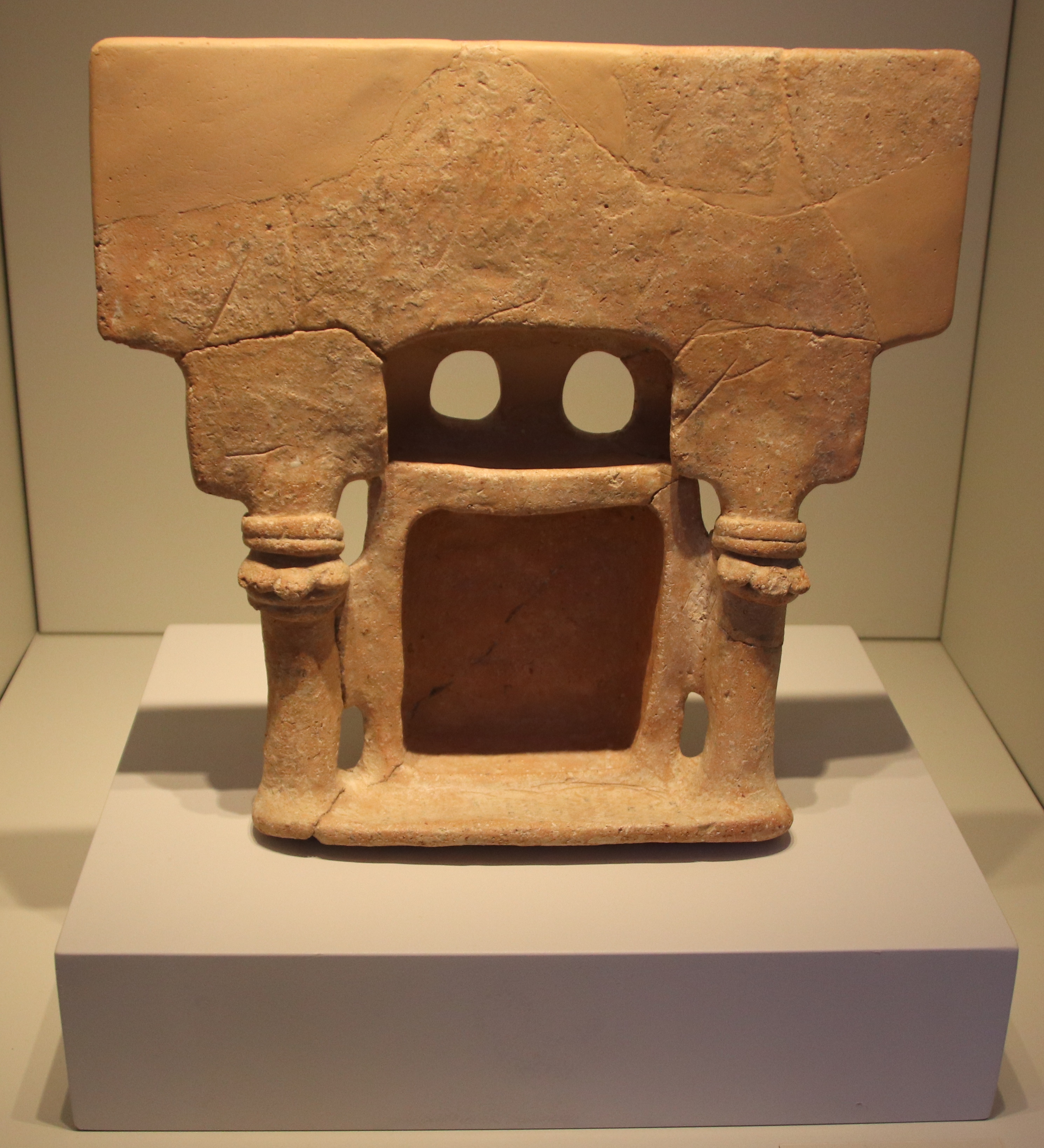
Naos (Jordanien)

Weiterhin charakteristisch für die Keramik der Philister sind Terrakotta-Figürchen. Oben abgebildet sind Ausgrabungsfunde aus Tanagra in Griechenland; fast alle Figuren haben aber exakte Parallelen im philistäischen Israel: Belegt sind (1) Tierfigürchen – besonders Ochsen –, (2) menschliche Gestalten mit erhobenen Händen, die man nach dem griechischen Buchstaben „Psi-Figurine“ nennt, und (3) Stuhlfiguren, bei denen in Palästina häufig die Lehne in einen menschlichen Hals und Kopf übergeht und die „Aschdoda“ genannt werden. Trude Dothan hält Letztere für eine schematische Darstellung einer sitzenden Göttin.
Auch Gefäße können figürlich gestaltet sein. So sind Trinkgefäße bisweilen nicht bemalt, sondern mit Löwenkopf-Ornamenten verziert. Noch näher an getöpferten Figürchen stehen sog. „zoomorphe“ und „anthropomorphe Gefäße“, die vollständig als Ochse, Igel, Pferd, Vogel oder Mensch gestaltet sind. Weil sie auch in Tempeln und als Grabbeigaben gefunden wurden, vermutet man oft eine kultische Verwendung; Ben-Shlomo etwa denkt, sie seien Gefäße für Trankopfer, bei denen aus diesen Gefäßen Flüssigkeiten für die Götter ausgegossen wurden. Offensichtlich kultisch verwendet wurden schließlich Kultständer, Schreinmodelle, Lehmaltäre und Naoi. Der Kultständer aus Tell Qasile wurde in einem Tempel gefunden, die über 100 Schreinmodelle aus Javne sowie ein Lehmaltar und ein Naos wie die beiden oben abgebildeten in einer gewiss zu einem Tempel gehörenden Favissa – aber zum Beispiel der berühmte „Musikanten-Ständer“ aus Aschdod scheint im privaten Kult zu Hause und zwei Lehmaltäre aus Aschkelon und Ekron bei einer Ölpresse und in einem städtischen Lagerhaus verwendet worden zu sein. Aus Weihrauch-Resten kann man darauf schließen, dass auf den Kultständern und Lehmaltären Gottheiten Weihrauch dargebracht wurde. Naoi waren portable Tempelchen für Götterfigürchen, in denen man sich Gottheiten ebenso präsent dachte wie in großen Tempeln. Die Funktion der Schreinmodelle dagegen ist noch nicht klar.

## Herkunft
Vorläufer des philistäischen Tafelgeschirrs findet man im ganzen mykenischen Kulturkreis, besonders aber auf Zypern; das Vogel-Motiv hat seine engsten Parallelen auf Kreta, die Figuren entsprechen genau solchen, die auch auf dem griechischen Festland gefunden wurden, die löwenköpfigen Gefäße sind wohl nach anatolischen Vorbildern gestaltet, die Schreinmodelle und Lehmaltäre haben sehr nahe Parallelen bei den Kanaanäern der Jesreelebene und Naoi wie die philistäischen wurden in ganz Palästina gefunden. Es ist daher nicht möglich, von der philistäischen Töpferei auf ihre Herkunft zu schließen; stattdessen zeugt so auch die Keramikkunst der Philister vom Mischvolkcharakter der Seevölker.